# Don Giovanni d'Austria (opera)
Don Giovanni d'Austria è un dramma lirico in 4 atti, composto da Filippo Marchetti su libretto di Carlo d'Ormeville, edito da Casa Ricordi nel 1879.
La prima rappresentazione assoluta è avvenuta nel 1879, presso il Teatro Tordinona a Roma.

## Personaggi e interpreti
I personaggi principali dell'opera sono:
- Filippo II, re di Spagna.
- Don Giovanni, figlio naturale di Carlo V.
- Frate Arsenio
- Don Ruy Gomez, consigliere del sovrano.
- Don Quesada, antico consigliere di Carlo V.
- Pablo
- Donna Flora
- Dorotea, governante.
- Domingo, servo di Don Quesada

Gli interpreti sono stati:
- Teofilo Manoury, baritono, nei panni di Filippo II.
- Edmondo Vergnet, tenore, nei panni di don Giovanni.
- Edoardo De-Reszké, basso, nei panni di frate Arsenio.
- Francesco Migliara, baritono, nei panni di don Ruy Gomez.
- Ignazio Viganotti, baritono, nei panni di don Quesada.
- Lena Bordato, soprano, nei panni di Pablo.
- Ponchielli Brambilla, soprano, nei panni di donna Flora.
- Lucia Barovetti, soprano, nei panni di Dorotea.
- Pietro Mascotti, nei panni di Domingo.